# Stiftung Gute Tat
Die Stiftung Gute Tat ist eine gemeinnützige, operativ tätige Stiftung mit Sitz in Berlin und Niederlassungen in München und Hamburg. Sie wurde im Jahr 2000 von Jürgen Grenz gegründet.
Sie verfolgt das Ziel, Menschen mit sozialen Organisationen zusammenzubringen.
Die hauptamtlich geführte Stiftung betreibt eine bundesweite Internetplattform rund um das Thema bürgerschaftliches Engagement. Unter dem Motto „Jeder kann helfen“ werden auf verschiedene Weisen hilfsbereite Bürger und Unternehmen mit sozialen, gemeinnützigen Organisationen zusammengebracht. Tätigkeitsschwerpunkte der Stiftung sind die Vermittlung von Ehrenamtlichen im Rahmen der Initiative „Heute ein Engel“, die Organisation von Ehrenamtstagen (social days) und des jährlichen Gute-Tat-Marktplatzes für Unternehmen sowie die Beratung und Spendenakquirierung für soziale Organisationen. Zurzeit agiert die Stiftung in Berlin, München und Hamburg. In Berlin sind zurzeit über 11.000 Menschen in etwa 500 Projekten ehrenamtlich tätig, Anfang 2016 arbeitete die Stiftung mit ungefähr 1.000 Organisationen zusammen.
Das Stiftungsvermögen beträgt 200.000 Euro (Stand Ende 2019).
Die Stiftung ist Mitglied im Bundesverband Deutscher Stiftungen, im Paritätischen Wohlfahrtsverband, Berlin, und in der Bundesarbeitsgemeinschaft der Freiwilligen-Agenturen e.V. BAGFA, war Bundessieger bei startsocial, errang das Qualitätssiegel des bagfa e.V. und gewann im Jahr 2007 den Feri Stiftungspreis.

## Kurzzeit-Engagement
Im Rahmen der Initiative Heute ein Engel für ehrenamtliches Kurzzeit-Engagement vermittelt die Stiftung engagierte Bürger in soziale, gemeinnützige Organisationen und Projekte. Ziel ist es, Menschen anzusprechen, die sich engagieren möchten, aber keine kontinuierliche Verpflichtung eingehen können oder wollen.
Die vermittelten Projekte setzen in der Regel lediglich eine einmalige Teilnahme voraus oder sie finden in einem überschaubaren Zeitraum, das heißt projektbezogen statt. Es besteht aber auch die Möglichkeit, sich regelmäßig zu engagieren. Die „Engel“, wie die freiwilligen Helfer genannt werden, können den Zeitrahmen ihres Engagements selbst wählen, indem sie selbstständig aus einer aktuellen Projektübersicht für sie interessante und passende Projekte heraussuchen. Die Projektübersicht, die auf der Homepage der Stiftung zu finden ist, wird täglich aktualisiert.
Ein wesentlicher Bestandteil der Stiftungsarbeit liegt darin, ständiger Berater und Ansprechpartner für die freiwilligen Helfer und die sozialen Einrichtungen zu sein.

## Unternehmensengagement
Die Stiftung bietet vor allem die Durchführung von Ehrenamtstagen und die Vermittlung von ehrenamtlichen Einsatzmöglichkeiten für Unternehmen an.

## Freundeskreis
Die Stiftung hat einen Freundeskreis, der die Arbeit der Stiftung unterstützt, dieser besteht aus (Stand 2010): BMW Stiftung Herbert Quandt, Coca-Cola Deutschland, Commerzbank, Deutsche Bank, DKB-Stiftung für Gesellschaftliches Engagement, Ebay, gatePotect AG, IBB Investitionsbank Berlin-Brandenburg, index Agentur für Öffentlichkeitsarbeit und Werbung GmbH, index Internet und Mediaforschung GmbH, KPMG, MTV Networks, Optima, Paramount Home Entertainment GmbH, SAP AG, SNT, XL Insurance Company Limited.

## Sonstiges
Seit dem Jahr 2006 ist die Stiftung Initiator des Gute-Tat-Marktplatzes in Berlin. Einmal jährlich treffen sich soziale Organisationen und Vertreter von Unternehmen, um Vereinbarungen über soziale Projekte der Organisationen treffen. Unterstützung findet die Stiftung hierbei u. a. von Berlins Regierenden Bürgermeister Klaus Wowereit.
Um auf ehrenamtliches Engagement aufmerksam zu machen, initiierte die Stiftung zwischen Mai und August 2008 einen Fotowettbewerb „Engel in Berlin“.